# باملانيفاماب
باملانيفاماب (بالإنجليزية: Bamlanivimab) ويُرمز له باسم LY-CoV555، هو جسمٌ مضادٌ أحادي النسيلة استحدثته شركة أبسيليرا بيولوجيا وإيلي ليلي كعلاج لكوفيد-19. وقد منحت إدارة الولايات المتحدة للأغذية والعقاقير في تشرين الثاني/نوفمبر 2020 ترخيصاً بمنح الدواء في حالات الطوارئ، كما اشترت حكومة الولايات المتحدة 000 950 جرعة اعتباراً من كانون الأول/ديسمبر 2020.
وهذا العقار عبارة عن جسم مضاد أحادي النسيلة (MAB) قوي ومتحيد ضد بروتين بارز من سطح فيروس كورونا المرتبط بالمتلازمة التنفسية الحادة الشديدة النوع 2 (فيروس سارسCoV-2). الهدف من ذلك هو منع الارتباط الفيروسي والدخول إلى الخلايا البشرية، وبالتالي تحييد الفيروس، والمساعدة في منع ومعالجة كوفيد-19.
نشأت باملانيفاماب من التعاون بين ليلي وأبسيليرا لإنشاء علاجات مضادة للوقاية والعلاج من كوفيد-19.
في غضون 28 يوماً من العلاج، للمرضى المعرضين لخطر الإصابة بالأمراض، 3% فقط من هؤلاء الذين يتلقون العلاج باستخدام باملانيفاماب كانوا في حاجة إلى الدخول إلى المستشفى أو زيارة غرفة الطوارئ مقارنة بـ 10% من الذين يتلقون الدواء الوهمي.
وفي أكتوبر/تشرين الأول 2020، قدمت ليلي طلباً للحصول على تفويض باستخدام الطوارئ (EUA) إلى إدارة الغذاء والدواء. في 13 أكتوبر/تشرين الأول 2020، تم إيقاف تجربة المرحلة الثانية والثالثة على علاج يستخدم باملانيفاماب مؤقتًا بسبب مخاوف تتعلق بالسلامة. في 26 أكتوبر/تشرين الأول 2020، أعلن إيلي ليلي أن المعاهد الوطنية للصحة أكتيف-3 التجربة السريرية التي تقيّم دواء باملانيفايماب وجدت أن هذا الدواء لم يكن فعالاً في علاج الأشخاص الذين أدخلوا المستشفى مع كوفيد-19. دراسات أخرى، بما في ذلك تجربة المعهد الوطني للصحة (NIH) أكتيف-2، ومحاكمته الخاصة «فاير-1»، استمرت في تقييم عملية باملانيفاماب. في 28 أكتوبر/تشرين الأول 2020، أعلن إيلي ليلي وشركاه عن إبرام صفقة مع حكومة الولايات المتحدة لتزويد 300 ألف زجاجة من باملانيفاماب 700 ملغ مقابل 375 دولار أمريكي مليون.
وفي 9 نوفمبر/تشرين الثاني 2020، مُنِح باملانيفاماب تصريحاً طوارئ باستخدام الدواء والأغذية من قِبَل إدارة الغذاء والدواء الأميركية (FDA) لعلاج مرضى كوفيد-19 المعتدل عند البالغين والمراهقين. وباملانيفاماب مصرح به للأشخاص الذين لديهم نتائج إيجابية مباشرة اختبار فيروس سارسCoV-2 الذي يبلغ من العمر اثنا عشر عاماً وما فوق ويزن ما لا يقل عن 40 كيلوجراماً (88 رطلاً)، والذين هم في خطر كبير للتقدم إلى حالة شديدة من كوفيد-19 و/أو الدخول إلى المستشفى. ويشمل ذلك الأشخاص الذين تبلغ أعمارهم 65 عاماً أو أكثر، أو الذين يعانون من حالات طبية مزمنة معينة.

## روابط خارجية
- "Bamlanivimab". Drug Information Portal. U.S. National Library of Medicine. مؤرشف من الأصل في 2021-01-22.